# Canoa/kayak ai Giochi della XXXII Olimpiade - K2 1000 metri maschile
Le gare di velocità K2 1000 metri, di Tokyo 2020 si svolsero alla Sea Forest Waterway dal 4 al 5 agosto 2021.
Alla competizione presero parte 32 atleti (16 barche) di 14 nazioni.

## Regolamento della competizione
La competizione prevede tre batterie di qualificazione, due quarti di finale, due semifinali e due finali. I primi due classificati di ogni batteria di qualificazione accedono direttamente alle semifinali, le restanti barche (10) ai quarti di finale, dove i primi tre di ognuno dei due quarti accedono alle semifinali, mentre gli altri accedono alla finale B. I primi quattro classificati di ogni semifinale accedono alla finale "A", per l'assegnazione delle medaglie mentre gli ultimi delle due semifinali accedono alla finale "B".

## Programma
| Data                    | Ora (UTC+9) | Round            |
| ----------------------- | ----------- | ---------------- |
| Mercoledì 4 agosto 2021 | 11:22       | Batterie         |
| Mercoledì 4 agosto 2021 | 13:18       | Quarti di finale |
| Giovedì 5 agosto 2021   | 10:26       | Semifinali       |
| Giovedì 5 agosto 2021   | 12:55       | Finale           |

## Risultati

### Batterie

#### Batteria 1
| Pos. | Atleta                               | Paese         | Tempo    | Note  |
| ---- | ------------------------------------ | ------------- | -------- | ----- |
| 1    | Jean van der Westhuyzen Thomas Green | Australia     | 3:08.773 | OB SF |
| 2    | Max Hoff Jacob Schopf                | Germania      | 3:09.830 | SF    |
| 3    | Samuel Baláž Adam Botek              | Slovacchia    | 3:13.982 | QF    |
| 4    | Max Brown Kurtis Imrie               | Nuova Zelanda | 3:17.210 | QF    |
| 5    | Mikita Borykau Aleh Yurenia          | Bielorussia   | 3:18.952 | QF    |
| 6    | Brian Malfesi Vincent Jourdenais     | Canada        | 3:22.068 | QF    |

#### Batteria 2
| Pos. | Atleta                          | Paese     | Tempo    | Note |
| ---- | ------------------------------- | --------- | -------- | ---- |
| 1    | Bence Nádas Bálint Kopasz       | Ungheria  | 3:11.877 | SF   |
| 2    | Josef Dostál Radek Šlouf        | Rep. Ceca | 3:13.425 | SF   |
| 3    | Riley Fitzsimmons Jordan Wood   | Australia | 3:18.453 | QF   |
| 4    | Samuele Burgo Luca Beccaro      | Italia    | 3:28.047 | QF   |
| 5    | Étienne Hubert Guillaume Burger | Francia   | 3:29.296 | QF   |

#### Batteria 3
| Pos. | Atleta                          | Paese    | Tempo    | Note |
| ---- | ------------------------------- | -------- | -------- | ---- |
| 1    | Francisco Cubelos Íñigo Peña    | Spagna   | 3:10.138 | SF   |
| 2    | Wang Congkang Bu Tingkai        | Cina     | 3:10.292 | SF   |
| 3    | Maxim Spesivtsev Roman Anoshkin | ROC      | 3:20.610 | QF   |
| 4    | Kornél Béke Ádám Varga          | Ungheria | 3:26.732 | QF   |
| 5    | Tuva'a Clifton Rudolf Williams  | Samoa    | 3:55.617 | QF   |

### Quarti di finale

#### Quarto di finale 1
| Pos. | Atleta                          | Paese         | Tempo    | Note |
| ---- | ------------------------------- | ------------- | -------- | ---- |
| 1    | Mikita Borykau Aleh Yurenia     | Bielorussia   | 3:10.126 | SF   |
| 2    | Max Brown Kurtis Imrie          | Nuova Zelanda | 3:10.220 | SF   |
| 3    | Samuele Burgo Luca Beccaro      | Italia        | 3:12.667 | SF   |
| 4    | Maxim Spesivtsev Roman Anoshkin | ROC           | 3:14.045 | FB   |
| 5    | Étienne Hubert Guillaume Burger | Francia       | 3:18.284 | FB   |

#### Quarto di finale 2
| Pos. | Atleta                           | Paese      | Tempo    | Note |
| ---- | -------------------------------- | ---------- | -------- | ---- |
| 1    | Riley Fitzsimmons Jordan Wood    | Australia  | 3:10.619 | SF   |
| 2    | Samuel Baláž Adam Botek          | Slovacchia | 3:11.458 | SF   |
| 3    | Kornél Béke Ádám Varga           | Ungheria   | 3:15.225 | SF   |
| 4    | Brian Malfesi Vincent Jourdenais | Canada     | 3:15.736 | FB   |
| 5    | Tuva'a Clifton Rudolf Williams   | Samoa      | 3:46.523 | FB   |

### Semifinali

#### Semifinale 1
| Pos. | Atleta                               | Paese         | Tempo    | Note |
| ---- | ------------------------------------ | ------------- | -------- | ---- |
| 1    | Jean van der Westhuyzen Thomas Green | Australia     | 3:17.077 | FA   |
| 2    | Max Brown Kurtis Imrie               | Nuova Zelanda | 3:17.684 | FA   |
| 3    | Wang Congkang Bu Tingkai             | Cina          | 3:17.784 | FA   |
| 4    | Josef Dostál Radek Šlouf             | Rep. Ceca     | 3:18.240 | FA   |
| 5    | Samuele Burgo Luca Beccaro           | Italia        | 3:20.591 | FB   |
| 6    | Riley Fitzsimmons Jordan Wood        | Australia     | 3:21.860 | FB   |

#### Semifinale 2
| Pos. | Atleta                       | Paese       | Tempo    | Note |
| ---- | ---------------------------- | ----------- | -------- | ---- |
| 1    | Max Hoff Jacob Schopf        | Germania    | 3:17.554 | FA   |
| 2    | Bence Nádas Bálint Kopasz    | Ungheria    | 3:18.316 | FA   |
| 3    | Mikita Borykau Aleh Yurenia  | Bielorussia | 3:18.875 | FA   |
| 4    | Francisco Cubelos Íñigo Peña | Spagna      | 3:19.133 | FA   |
| 5    | Kornél Béke Ádám Varga       | Ungheria    | 3:20.197 | FB   |
| 6    | Samuel Baláž Adam Botek      | Slovacchia  | 3:20.917 | FB   |

### Finali

#### Finale B
| Pos. | Atleta                           | Paese      | Tempo    | Note |
| ---- | -------------------------------- | ---------- | -------- | ---- |
| 9    | Maxim Spesivtsev Roman Anoshkin  | ROC        | 3:19.680 |      |
| 10   | Samuel Baláž Adam Botek          | Slovacchia | 3:21.087 |      |
| 11   | Samuele Burgo Luca Beccaro       | Italia     | 3:22.408 |      |
| 12   | Kornél Béke Ádám Varga           | Ungheria   | 3:24.223 |      |
| 13   | Riley Fitzsimmons Jordan Wood    | Australia  | 3:24.757 |      |
| 14   | Brian Malfesi Vincent Jourdenais | Canada     | 3:25.181 |      |
| 15   | Étienne Hubert Guillaume Burger  | Francia    | 3:32.690 |      |
| 16   | Tuva'a Clifton Rudolf Williams   | Samoa      | 3:56.171 |      |

#### Finale A
| Pos. | Atleta                               | Paese         | Tempo    | Note |
| ---- | ------------------------------------ | ------------- | -------- | ---- |
|      | Jean van der Westhuyzen Thomas Green | Australia     | 3:15.280 |      |
|      | Max Hoff Jacob Schopf                | Germania      | 3:15.584 |      |
|      | Josef Dostál Radek Šlouf             | Rep. Ceca     | 3:16.106 |      |
| 4    | Bence Nádas Bálint Kopasz            | Ungheria      | 3:16.535 |      |
| 5    | Max Brown Kurtis Imrie               | Nuova Zelanda | 3:17.267 |      |
| 6    | Francisco Cubelos Íñigo Peña         | Spagna        | 3:17.327 |      |
| 7    | Mikita Borykau Aleh Yurenia          | Bielorussia   | 3:17.769 |      |
| 8    | Wang Congkang Bu Tingkai             | Cina          | 3:19.612 |      |